# Business Standard
Business Standard — індійська щоденна фінансова газета. Друкується двома мовами (англійською і хінді) у 14 містах країни.
Англомовна газета була заснована в 1975 році групою Ananda Bazar group та отримала незалежність в 1996 році, викуплена бомбейськими інвесторами. З того року її популярність різко зросла, а з 2008 року газета почала випускати й хінді-мовну версію.